# Бом ле Дам
Бом ле Дам (фр. Baume-les-Dames) насеље је и општина у источној Француској у региону Франш-Конте, у департману Ду која припада префектури Безансон.
По подацима из 2011. године у општини је живело 5.290 становника, а густина насељености је износила 213,39 становника/km². Општина се простире на површини од 24,79 km². Налази се на средњој надморској висини од 269 метара (максималној 538 m, а минималној 261 m).

## Демографија
| 1962. | 1968. | 1975. | 1982. | 1990. | 1999. | 2011. |
| ----- | ----- | ----- | ----- | ----- | ----- | ----- |
| 4.076 | 5.006 | 5.531 | 5.303 | 5.237 | 5.384 | 5.290 |

График промене броја становника у току последњих година